# Wilhelm Höcker

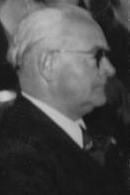
Wilhelm Höcker (1949)

Wilhelm Friedrich Franz Höcker (* 29. Juni 1886 in Holzendorf; † 15. November 1955 in Güstrow) war ein deutscher Politiker (SPD/SED). Er war von 1946 bis 1951 Ministerpräsident des Landes Mecklenburg.

## Biografie
Wilhelm Höcker, Sohn eines Zimmermanns, besuchte von 1893 bis 1901 die Volksschule in Woldegk und absolvierte von 1901 bis 1904 eine kaufmännische Lehre in Brüssow. Von 1904 bis 1906 war er Handlungsgehilfe in Penzlin und Rostock. Anschließend leistete er bis 1908 Militärdienst in Rostock und wurde anschließend Angestellter der Hafenverwaltung in Hamburg. Von 1911 bis 1914 arbeitete er als Lagerhalter im Konsumverband Güstrow. 1911 schloss er sich der SPD und den Freien Gewerkschaften an. Von 1914 bis 1918 war er zum Kriegsdienst eingezogen und nahm am Ersten Weltkrieg teil. 
1918/1919 war er erneut als Lagerhalter im Konsumverband Güstrow tätig.
Von 1919 bis 1921 stand der Sozialdemokrat der Kreisbehörde für Volksernährung in Güstrow vor. Höcker war von 1921 bis 1932 Amtshauptmann (Landrat) in Güstrow. Er gehörte von 1920 bis 1933 dem Landtag des Freistaates Mecklenburg-Schwerin an, ab 1926 als dessen Präsident bzw. Erster Vizepräsident. Während der NS-Zeit bestritt Höcker seinen Lebensunterhalt mit einem Tabakwarengeschäft in Güstrow. Im Zusammenhang mit den Massenverhaftungen nach dem Attentat vom 20. Juli 1944 war er für einige Wochen inhaftiert. 
Nach dem Ende des Zweiten Weltkrieges wurde er zunächst stellvertretender Oberbürgermeister von Güstrow und dann im Juni 1945 von der SMAD zum Präsidenten der Landesverwaltung Mecklenburg-Vorpommerns, das ab 1947 nur noch Mecklenburg hieß, berufen. 1945/1946 wirkte er als Landesvorsitzender der SPD Mecklenburgs. 1946 wurde er Mitglied der SED. Im Oktober 1946 erhielt bei der Landtagswahl die SED mit ihm als Spitzenkandidat 49,5 % der Stimmen. Von Dezember 1946 bis Juli 1951 amtierte er als gewählter Ministerpräsident und trat aus Gesundheitsgründen zurück, Nachfolger wurde Kurt Bürger (SED). Er gehörte im gleichen Zeitraum der Landesleitung der SED und seinem Sekretariat an.
1948/49 war Höcker Mitglied des Deutschen Volksrates und 1949/50 Mitglied der Provisorischen Volkskammer. 
Höcker fungierte von 1952 bis 1953 als stellvertretender Vorsitzender des Deutschen Roten Kreuzes im Bezirk Rostock und ab 1953 als Vorsitzender der Gesellschaft für Deutsch-Sowjetische Freundschaft (DSF) im Bezirk Schwerin. 1954 wurde er Mitglied der Länderkammer der DDR sowie Abgeordneter des Bezirkstages Schwerin.

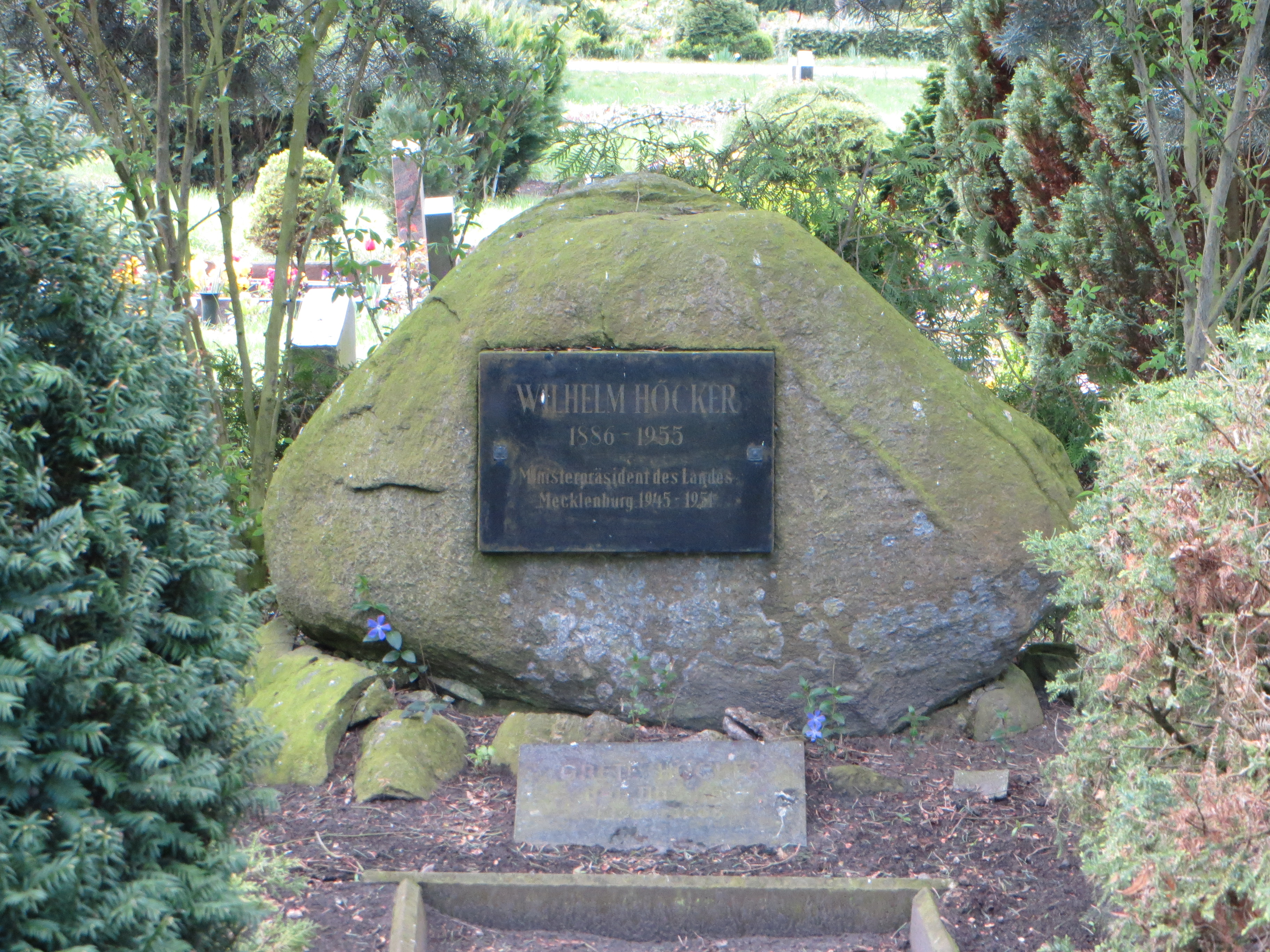
Grab Wilhelm Höckers auf dem Friedhof in Güstrow

## Auszeichnungen
- Ehrenpreis der DSF Mecklenburg (1947)
- Vaterländischer Verdienstorden in Silber (1954)